# Редеч-Великий-Весь
Редеч-Великий-Весь (пол. Redecz Wielki-Wieś) — село в Польщі, у гміні Любранець Влоцлавського повіту Куявсько-Поморського воєводства.
Населення — 123 особи (2011).
У 1975-1998 роках село належало до Влоцлавського воєводства.

## Демографія
Демографічна структура станом на 31 березня 2011 року:
|          | Загалом | Допрацездатний вік | Працездатний вік | Постпрацездатний вік |
| -------- | ------- | ------------------ | ---------------- | -------------------- |
| Чоловіки | 63      | 14                 | 41               | 8                    |
| Жінки    | 60      | 17                 | 28               | 15                   |
| Разом    | 123     | 31                 | 69               | 23                   |